# Бритаев, Созырыко Аузбиевич
Созырыко Аузбиевич Бритаев (осет. Брытъиаты Созырыхъо, 28 декабря 1892 год, село Даллагкау, Куртатинское ущелье — 11 мая 1961 год) — осетинский писатель-сказочник, публицист и переводчик. Специалист по Нартскому эпосу. Писал на осетинском и русском языках под псевдонимами «Бей» и «Созырыко Бей Бритаев».

## Биография
Родился 28 декабря 1892 года в селении Даллагкау в Куртатинском ущелье. Окончил 2-е реальное училище во Владикавказе. После установления советской власти в Северной Осетии работал на различных государственных должностях и в редакции газеты «Растдзинад». В 1916 году опубликовал в газете «Терек» свою первую статью о жизни осетинского поэта Коста Хетагурова.
С 1932 года обучался на филологическом факультете Ленинградского государственного университета, который окончил в 1937 году. После возвращения на родину работал в Юго-Осетинском НИИ, занимал должность заместителя редактора газеты «Коммунист».
С 1937 года проживал в Северной Осетии, где устроился младшим научным сотрудником в Северо-Осетинском НИИ, где занимался научной деятельностью в комиссии по унификации осетинской терминологии и комитете по Нартскому эпосу. Принимал непосредственное участие в подготовке публикации «Нартских сказаний», которые были изданы в 1946 году.
Писал детские сказки на осетинском и русском языках, которые выходили отдельными книгами. Переводил на осетинский язык прозаические произведения Александра Пушкина («Капитанская дочка») и Александра Фадеева («Разгром», «Молодая гвардия»).
Награждён Орденом «Знак Почёта» (05.10.1960).
С 1943 года проживал в доме № 17 на улице Куйбышева. Скончался 11 мая 1961 года. Похоронен во Владикавказе на Осетинском кладбище по улице Павленко.

## Избранные сочинения
- Осетинские сказки, М., Детгиз, 1939, 155 стр.
- Близнецы, сказки, Дзауджикау, 1949, 222 стр.
- Осетинские сказки, М., Детгиз, 1951, 132 стр.
- Ирон аргъæуттæ, Орджоникидзе, 1954, 262 стр.
- Сказки, Орджоникидзе, 1955, 142 стр.
- Сын бедняка и злой алдар, Орджоникидзе, 1957, 48 стр.
- Осетинские сказки, М., 1959, 303 стр.

Посмертные издания
- Золоторогий олень: осетинские сказки, Орджоникидзе, 1964, 455 стр.
- Волшебная папаха, Ир, Орджоникидзе, 1974, 255 стр.